# Аеропорт Франкфурт-на-Майні (станція, регіональна)
50°03′07″ пн. ш. 8°34′40″ сх. д. / 50.0519° пн. ш. 8.57778° сх. д.
Аеропорт Франкфурт-на-Майн-Регіональний (нім. Frankfurt (Main) Flughafen Regionalbahnhof) — підземна залізнична станція в аеропорту Франкфурта у Франкфурт-на-Майні, Німеччина. 
Станція обслуговує потяги S-Bahn та Regionalbahn до міста та метрополійного регіону Франкфурт/Рейн-Майн. 
Станцію було відкрито 14 березня 1972 року разом із новим пасажирським терміналом (Terminal Mitte, нині термінал 1). 
На той час це була лише друга залізнична станція, яка обслуговувала аеропорт у Німеччині (після берлінської станції аеропорту Шенефельд).
У 1999 році була відкрита друга залізнична станція в аеропорту Франкфурта (міжміська станція Франкфуртського аеропорту), яка в основному використовується для поїздів далекого сполучення, переважно ICE.

## Назва

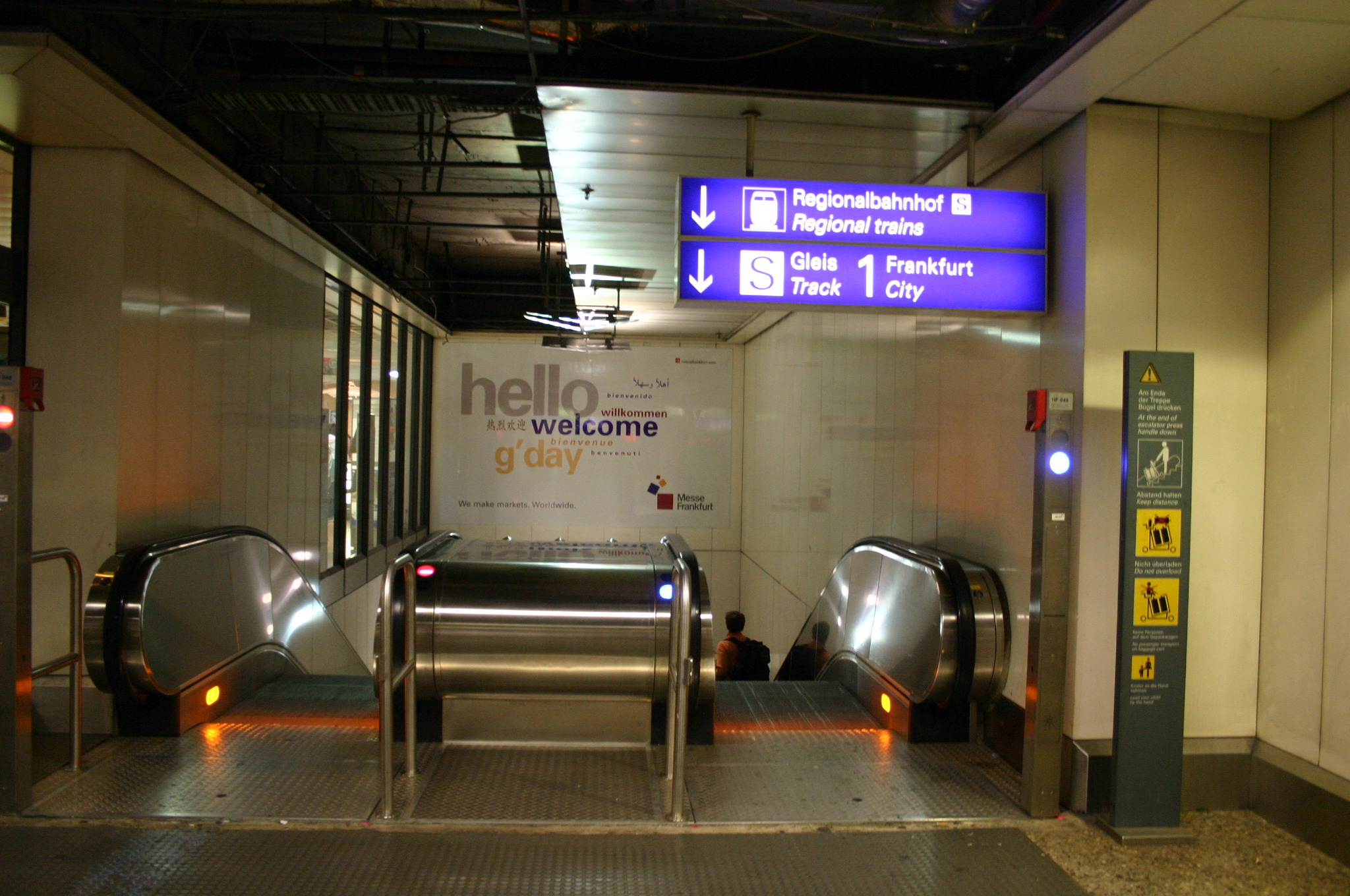
Ескалатори до залізничної платформи

До введення в експлуатацію другої залізничної станції аеропорту ця станція мала назву просто станція аеропорт Франкфурт-на-Майні (нім. Bahnhof Frankfurt am Main Flughafen). З цієї станції до 1999 року курсували як регіональні потяги, так і далекого сполучення.

## Опис
Регіональна залізнична станція розташована під терміналом 1, зал B. 
Вона спроектована як наскрізна підземна станція та має три платформні колії (називаються «Regio 1» до «Regio 3»), з яких колії 2 і 3 знаходяться по обидва боки від центральної платформи. 
Центральна платформа має довжину 410 м, а зовнішня платформа — 210 м. 
  
Заїзд транспортних засобів з дизельною тягою на регіональну станцію допускається лише за умови, що рівень вихлопних газів у них нижче встановлених норм. 
Зараз дизельні моторні агрегати DBAG Class 612 щогодини курсують через регіональну станцію за маршрутом Франкфурт-на-Майні-Головний — Саарбрюккен-Головний.

## Історія

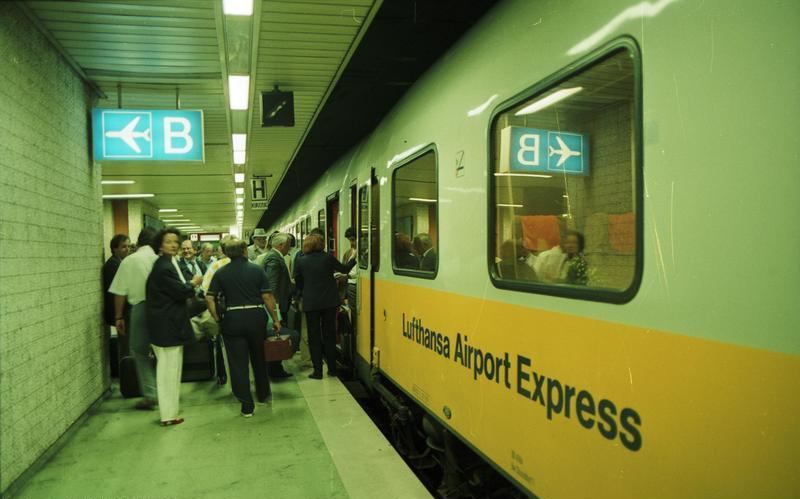
DB Class 403 (1973) Lufthansa-Airport-Express в 1988 році

Підземна станція з трьома коліями вже була планована, коли в середині 1960-х років планувалося будівництво нового більшого пасажирського термінала в аеропорту Франкфурта. 
У квітні 1969 року Deutsche Bundesbahn (сьогодні Deutsche Bahn) і оператор аеропорту FAG (сьогодні Fraport) підписали угоду про фінансування підключення аеропорту до залізничної мережі. 
Вартість станції та кільцевої лінії завдовжки 7,5 км  аеропорту склала 100 мільйонів німецьких марок (приблизно 51 мільйон євро), причому Deutsche Bundesbahn фінансує половину, а іншу половину ділить FAG і федеральний уряд. 
Станція була відкрита 14 березня 1972 року. 
Спочатку вона служила станцією для регіональних поїздів, але її центральна платформа довжиною 410 м була готова з самого початку приймати також поїзди далекого сполучення. 

У 1982 — 1993 роках станція використовувалася Lufthansa Airport Express, який курсував до Дюссельдорф-Головний та Штутгарт-Головний. 

Під час вдосконалення мережі Intercity (IC) в 1985 році станцію щогодини обслуговували служби IC. 
З відкриттям міжміської станції 30 травня 1999 року більшість міжміських перевезень здійснюється через нову станцію. 

Зрідка поїзди далекого прямування все ще зупинялися на регіональній станції, оскільки станція далекого прямування була закрита на ніч. 
Після щорічної зміни розкладу руху в грудні 2010 року станція далекого прямування працює і вночі, тому на регіональній станції більше не зупиняються поїзди далекого прямування.
Наприкінці 1980-х років під час будівництва східного термінала аеропорту (Термінал 2) і високошвидкісної лінії Кельн — Франкфурт планувалося побудувати четверту (міжміську) перонну колію та модернізувати залізничну інфраструктуру, включаючи будівництво тунелю для сполучення із залізницею Мангайм — Франкфурт у напрямку Цеппелінгайма. 
Попри високі витрати, які були б необхідні для реконструкції існуючої будівлі, очікувалося, що потужності буде недостатньо в середньостроковій перспективі. 
Ще одна розглянута пропозиція стосувалась будівництва додаткової станції в існуючій будівлі. 
Хоча техніко-економічне обґрунтування показало, що це мало б позитивні результати, цей варіант було відхилено через його високу вартість. 

Поруч з платформою було передбачено будівництво ще однієї колії, яка так і не була побудована.
9 — 30 липня 2007 року регіональна станція була закрита для повної заміни 30-річних колій.
З початку 2010 року відбулись роботи, спрямовані на створення нового, полегшеного дизайну рівня холу та сполучного коридору з Терміналом 1.

## Сервіс
| Лінія | Маршрут | Інтервал              |
| ----- | --- | --------------------- |
| S8    | Вісбаден-Головний — Майнц-Головний — Аеропорт Франкфурт — Франкфурт-на-Майні-Головний (S-Bahn) – Оффенбах-Східний — (Ганау-Головний)                          | 30 хв                 |
| S9    | Вісбаден-Головний — Майнц-Кастель — Аеропорт Франкфурт — Франкфурт-на-Майні-Головний (S-Bahn) — Оффенбах-Східний — Ганау-Головний                             | 30 хв                 |
| RE 59 | Аеропорт Франкфурт – Франкфурт-Південний – Ганау-Головний (– Каль-на-Майні – Ашаффенбург-Головний – Гемюнден-на-Майні – Вюрцбург-Головний) (лише в години пік | Індивідуальні послуги |
| RE 2  | ККобленц-Головний – Боппард-Головний – Бінген-Головний – Майнц-Головний – Аеропорт Франкфурт – Франкфурт-на-Майні-Головний (Mittelrhein-Main-Express)         |                       |
| RE 3  | Саарбрюкен-Головний – Бад-Кройцнах – Аеропорт Франкфурт — Франкфурт-на-Майні-Головний (S-Bahn) (Rhein-Nahe-Express)                                           |                       |